# Ahmad Ubaydat
Ahmad Ubaydat (né en 1938) est un homme politique jordanien, Premier ministre de la Jordanie de 1984 à 1985.